# WRC 10
WRC 10, también conocido como WRC 10 FIA World Rally Championship, es un videojuego de carreras desarrollado por el desarrollador francés Kylotonn y publicado por Nacon. Es una secuela de WRC 9 y es el juego oficial del Campeonato Mundial de Rally 2021. El juego fue lanzado para Microsoft Windows, PlayStation 4, PlayStation 5, Xbox One y Xbox Series X/S en septiembre de 2021, con la versión para Nintendo Switch lanzada en marzo de 2022.

## Desarrollo y lanzamiento
WRC 10 se reveló en abril de 2021 como el videojuego oficial del Campeonato Mundial de Rally 2021, con doce pruebas de la temporada, incluidos el Rally de Croacia, el Rally de Estonia, Rally de Ypres y Rally de Cataluña. El Rally de Nueva Zelanda no se incluyó en la campaña principal, aunque algunas etapas especiales se presentan en otros modos. Celebrando el cincuentenario del World Rally Championship, el juego ofrece múltiples autos de rally históricos que van desde la era clásica del Group B hasta los modernos World Rally Cars, como el Alpine A110, Audi Quattro, Lancia Delta Grupo A, Citroën Xsara WRC. El juego se lanzó en todo el mundo el 2 de septiembre de 2021 para Microsoft Windows, PlayStation 4, PlayStation 5, Xbox One y Xbox. Series X/S, seguido de un port para Nintendo Switch en marzo de 2022.

## Recepción
WRC 10 recibió críticas "generalmente favorables" para PlayStation 5 y Xbox Series X/S según agregador de reseñas Metacritic; la versión de Windows recibió críticas "mixtas o promedio".
Eurogamer recomendó el juego y elogió sus etapas dinámicas y ricas en detalles, la variedad de autos de rally disponibles y la sensación del juego, al tiempo que criticó la presentación irregular de los eventos de aniversario y el ritmo lento del modo carrera. escribiendo: "Esto es material familiar de WRC 9, posiblemente el punto culminante de la serie hasta ahora, con problemas familiares y muchas delicias familiares". IGN elogió de manera similar la selección de autos de rally de importancia histórica y la exuberante paleta de colores de los rallyes, al tiempo que criticó la falta de niveles de dificultad en los eventos de aniversario, la imposibilidad de saltarse la serie WRC Junior en el modo carrera y la falta de agencia de jugadores. El sitio decía que "WRC 10" era "el juego oficial de WRC más picante y posiblemente el más fuerte hasta la fecha", pero señaló que era sólo marginalmente mejor que "WRC 9". Si bien le gustaron los autos de la entrada, PC Magazine criticó el modo del 50 aniversario diciendo que cada etapa era una "contrarreloj glorificada". Push Square le dio al título de la versión de PlayStation 5 8 estrellas de 10 y elogió el manejo y la física mejorados, la retroalimentación del DualSense, los eventos y autos históricos, el modo carrera en profundidad y la abundancia de contenido, pero tomó Problema con imágenes ásperas, errores menores, progresión extraña y roturas ocasionales de la pantalla. Hardcore Gamer le dio al juego un 3.5 sobre 5 y escribió: "Las pequeñas pero valiosas modificaciones de la fórmula de WRC 10 al menos han evitado cualquier temor de un eventual estancamiento de la serie". Shacknews pensó positivamente en la sólida física de conducción, la funcionalidad de los deportes electrónicos, las opciones de personalización y la cantidad de contenido, pero no le gustaron las imágenes mediocres, la falta de iteración de la entrada anterior y los problemas de rendimiento presentes en la PC.
Tras su lanzamiento, la versión del juego para Nintendo Switch recibió críticas por sus malas imágenes por parte de varios medios. Nintendo Life dijo que los problemas gráficos del juego "son tan graves que proporcionan una gran distracción mientras se conduce" y calificó la velocidad de fotogramas como "más áspera que un rallador de queso hecho de papel de lija", al mismo tiempo que analiza la carga larga. tiempos y controles predeterminados. Sin embargo, el sitio también elogió el manejo, el modo aniversario y la cantidad de pistas disponibles. TouchArcade calificó la versión Switch de WRC 10 como un "desastre gráfico" mientras elogiaba las iteraciones realizadas en WRC 9 y la adición de contenido de aniversario, y escribió: "Si sólo Si tienes una Switch, realmente amas las carreras de rally y eres excepcionalmente indulgente con los problemas técnicos, entonces tal vez quieras echarle un vistazo".